# Leptobryum
Leptobryum là một chi rêu trong họ Bryaceae.